# Erythrodolius griffithsorum
Erythrodolius griffithsorum là một loài tò vò trong họ Ichneumonidae.